# Катанга
 Тази статия е за провинцията на ДР Конго.  За платото вижте Катанга (плато).  За реката в Русия вижте Подкаменная Тунгуска.
Катанга (на френски: Katanga) е провинция в югоизточната част на Демократична република Конго. Тя има площ 496 871 km², а административен център е град Лубумбаши. Населението е около 5 610 000 души (2010). Официален език е френският, а местният национален език е суахили.